# Grand Prix automobile de Monaco 2013
GP précédent GP suivant
Le Grand Prix automobile de Monaco 2013 (Formula 1 Grand Prix de Monaco 2013), disputé le 26 mai 2013 sur le circuit de Monaco, est la 884e épreuve du championnat du monde de Formule 1 courue depuis 1950. Il s'agit de la soixante-et-onzième édition du Grand Prix, toujours courue sur un circuit temporaire en ville, de la soixantième comptant pour le championnat du monde de Formule 1 et de la sixième manche du championnat 2013.
Nico Rosberg, qui a grandi et vit à Monaco, domine les deux séances d'essais libres du jeudi, celle du samedi matin ainsi que les qualifications perturbées par la pluie. Il réalise sa troisième pole position consécutive et la quatrième de sa carrière. Comme au Grand Prix d'Espagne, la première ligne est monopolisée par les Mercedes, grâce au deuxième temps de Lewis Hamilton. Elles sont suivies par les deux Red Bull Racing de Sebastian Vettel et Mark Webber, Kimi Räikkönen et Fernando Alonso partant de la troisième ligne. Felipe Massa, accidenté lors des essais libres matinaux et de plus pénalisé de cinq places, s'élance en fond de grille.
Trente ans après son père Keke, Nico Rosberg s'impose sur le tracé monégasque et remporte la deuxième victoire de sa carrière. Au volant de sa Mercedes, il est en tête du premier au soixante-dix-huitième tour de course et devance Sebastian Vettel et Mark Webber. Le Grand Prix est ponctué par deux sorties de la voiture de sécurité et une interruption complète au quarante-sixième tour à cause d'une série d'accidents. À l'occasion de la première d'entre elles, les deux Red Bull Racing s'intercalent devant Lewis Hamilton, qui prend la quatrième place. Adrian Sutil, Jenson Button, Fernando Alonso, Jean-Éric Vergne, Paul di Resta et Kimi Räikkönen, dixième après un accrochage avec Sergio Pérez en fin de course, suivent dans les points.
Au classement du championnat du monde, Sebastian Vettel porte son avance à 21 points sur Kimi Räikkönen et 29 points sur Fernando Alonso.
Au classement des constructeurs, Red Bull Racing reste en tête avec 164 points et devance toujours Ferrari (123 points) et Lotus (112 points) ; suivent Mercedes (109 points), Force India (44 points), McLaren (37 points), Toro Rosso (12 points) et Sauber (5 points). Huit des onze écuries engagées au championnat ont marqué des points, Caterham, Marussia et Williams n'en ayant pas encore inscrit.

## Affaire Mercedes
Pendant le week-end monégasque, une affaire ébranle les paddocks de la Formule 1 : Mercedes Grand Prix a effectué trois journées de test à Barcelone après le Grand Prix d'Espagne pour le compte de Pirelli. Les essais privés en cours de saisons étant interdits, Ross Brawn défend la position de son équipe en précisant que les tests de pneumatiques pour le compte du manufacturier agréé par la FIA sont autorisés. Toutefois, ces tests « à l'aveugle », Pirelli ne précisant pas l'usage éventuellement affecté à ces pneumatiques, doivent être effectués avec une monoplace non engagée durant la saison en cours mais datant d'un ou deux ans, alors que Mercedes a utilisé sa F1 W04 de 2013. Ferrari et Red Bull déposent alors plainte auprès du tribunal de la FIA, qui déclare que Mercedes pourrait être sanctionné.

## Essais libres

### Première séance, le jeudi de 10 h à 11 h 30
| Pos. | Pilote           | Voiture         | Chrono         | Écart     |
| ---- | ---------------- | --------------- | -------------- | --------- |
| 1    | Nico Rosberg     | Mercedes        | 1 min 16 s 195 |           |
| 2    | Fernando Alonso  | Ferrari         | 1 min 16 s 282 | + 0 s 087 |
| 3    | Romain Grosjean  | Lotus-Renault   | 1 min 16 s 380 | + 0 s 185 |
| 4    | Felipe Massa     | Ferrari         | 1 min 16 s 394 | + 0 s 199 |
| 5    | Lewis Hamilton   | Mercedes        | 1 min 16 s 469 | + 0 s 274 |
| 6    | Pastor Maldonado | Wlliams-Renault | 1 min 16 s 993 | + 0 s 798 |

La température extérieure est de 23 °C au départ de la première séance d'essais libres du Grand Prix de Monaco. Le circuit est si atypique que tous les pilotes titulaires sont au volant de leur monoplace attitrée, aucun pilote de réserve ne roulant durant l'ensemble de cette session. Dès l'ouverture du circuit, toutes les équipes envoient leurs pilotes en piste pour procéder à plusieurs tours d'installation. Toutefois, il faut attendre plus d'une demi-heure pour revoir une monoplace en piste, les mécaniciens ayant beaucoup de réglages à effectuer avant de tenter d'établir un temps chronométré,,.
Si Esteban Gutiérrez, sur une piste encore très poussiéreuse, est le premier à se relancer, imité par Daniel Ricciardo, Felipe Massa établit le premier temps de référence en 1 min 18 s 818 et améliore immédiatement en 1 min 17 s 685. Alors que le pilote Ferrari, à l'issue de ses tours lancés, emprunte la voie des stands au tout dernier moment, il manque d'être accroché par Jules Bianchi, surpris par sa manœuvre,,.
Nico Rosberg s'empare de la première place avec un temps de 1 min 17 s 005, suivi de près par Fernando Alonso et Romain Grosjean (malgré deux freinages manqués à la chicane du port). Alonso passe ensuite en tête en 1 min 16 s 842 et Massa confirme les bons réglages de la Ferrari F138 en se plaçant juste derrière son chef de file. Rosberg améliore toutefois assez rapidement en 1 min 16 s 195, meilleur temps de la séance,,.
Adrian Sutil part en tête-à-queue dans le virage de Sainte-Dévote et tutoie les rails, sans endommager sa monoplace. Pastor Maldonado réussit une bonne performance au volant de sa Williams FW35 en pointant à sept dixièmes du meilleur temps dans les dernières minutes de la séance, au contraire de Kimi Räikkönen, deuxième du championnat du monde, qui connaît des difficultés avec le comportement de sa monoplace à l'inverse de son coéquipier. Aucun pilote n'a chaussé les pneus tendres durant toute la matinée afin de les économiser,,.

### Deuxième séance, le jeudi de 14 h à 15 h 30
| Pos. | Pilote          | Voiture          | Chrono         | Écart     |
| ---- | --------------- | ---------------- | -------------- | --------- |
| 1    | Nico Rosberg    | Mercedes         | 1 min 14 s 759 |           |
| 2    | Lewis Hamilton  | Mercedes         | 1 min 15 s 077 | + 0 s 318 |
| 3    | Fernando Alonso | Ferrari          | 1 min 15 s 196 | + 0 s 347 |
| 4    | Felipe Massa    | Ferrari          | 1 min 15 s 278 | + 0 s 519 |
| 5    | Mark Webber     | Red Bull-Renault | 1 min 16 s 469 | + 0 s 274 |
| 6    | Kimi Räikkönen  | Lotus-Renault    | 1 min 15 s 511 | + 0 s 752 |

La température ambiante est de 22 °C au début de la deuxième séance d'essais libres du Grand Prix. Si les deux Sauber d'Esteban Gutiérrez et Nico Hülkenberg sont les premières à partir, tous les pilotes autres s'élancent immédiatement à leur suite et Pastor Maldonado réalise le premier temps de référence en 1 min 18 s 863. Son coéquipier Valtteri Bottas améliore peu après en 1 min 18 s 360 et Kimi Räikkönen prend la tête en 1 min 17 s 309,,.
Après dix minutes, Romain Grosjean passe en tête en 1 min 16 s 999 et améliore sur sa lancée en 1 min 16 s 096 ; il devance alors Nico Rosberg, Kimi Räikkönen, Paul di Resta et Jean-Éric Vergne alors que Sebastian Vettel reste le seul pilote à n'avoir toujours pas quitté son stand,,.
Nico Rosberg prend alors la tête en 1 min 15 s 843 mais sa performance est améliorée par Fernando Alonso, en 1 min 15 s 519, alors qu'il reste un peu plus d'une heure avant le drapeau à damier. Vettel prend enfin la piste et réalise le septième temps, juste derrière son équipier Mark Webber. Quelques minutes plus tard, Räikkönen chausse les pneus les plus tendres proposés par Pirelli et s'installe en tête du classement en 1 min 15 s 511. Nico Rosberg se replace ensuite en tête en 1 min 14 s 759, devant son équipier Lewis Hamilton, tous deux en pneus tendres ; Räikkönen est troisième devant Alonso et Romain Grosjean,,.
Quelques instants plus tard, Romain Grosjean tape le rail à Sainte-Dévote et perd beaucoup de temps au stand pour faire réparer sa monoplace. La séance est alors stoppée sur drapeau rouge en raison de dégâts au niveau du vibreur du virage no 13, à l'entrée de la chicane de la Piscine. La séance est relancée, pour cinquante minutes. Lewis Hamilton, Fernando Alonso, Felipe Massa, Mark Webber et Kimi Räikkönen améliorent tous leurs temps, sans parvenir à battre Nico Rosberg, et se classent dans cet ordre derrière lui,,.

### Troisième séance, le samedi de 11 h à 12 h
| Pos. | Pilote           | Voiture          | Chrono         | Écart     |
| ---- | ---------------- | ---------------- | -------------- | --------- |
| 1    | Nico Rosberg     | Mercedes         | 1 min 14 s 378 |           |
| 2    | Romain Grosjean  | Lotus-Renault    | 1 min 15 s 039 | + 0 s 661 |
| 3    | Sebastian Vettel | Red Bull-Renault | 1 min 15 s 261 | + 0 s 883 |
| 4    | Fernando Alonso  | Ferrari          | 1 min 15 s 286 | + 0 s 908 |
| 5    | Lewis Hamilton   | Mercedes         | 1 min 15 s 311 | + 0 s 933 |
| 6    | Kimi Räikkönen   | Lotus-Renault    | 1 min 15 s 380 | + 1 s 002 |

La température de l'air est de 18 °C et la piste est à 27 °C au début de la troisième séance d'essais libres du Grand Prix. Alors que tous les pilotes s'élancent pour effectuer un premier tour d’installation, Esteban Gutiérrez poursuit sur sa lancée est réalise plusieurs tours en 1 min 26 s 137, 1 min 20 s 264, 1 min 18 s 608, 1 min 18 s 499, 1 min 17 s 910 pour établir le temps de référence en 1 min 17 s 716,,.
Jean-Éric Vergne améliore en 1 min 16 s 946, Nico Hülkenberg en  min 16 s 371 puis, après une demi-heure d'essais, Sebastian Vettel passe en tête en deux temps (1 min 15 s 791 puis 1 min 15 s 261). Il devance alors Nico Rosberg, Lewis Hamilton et son coéquipier Mark Webber, Pastor Maldonado occupant la cinquième place à six dixièmes de secondes. Romain Grosjean tape alors le rail au niveau de la Chicane du port avec l'arrière gauche mais, après réparations (pneu crevé et train faussé), peut repartir compléter son programme d’essais,,.
Alors qu'il reste un peu moins de vingt-cinq minutes, Felipe Massa freine juste après une bosse, bloque ses roues et tape très fort le rail gauche et finit sa course dans le premier virage à Sainte Dévote, brisant ainsi tout son train avant. La session est interrompue sur drapeau rouge par la direction de course. Si le pilote brésilien n'est pas blessé, sa monoplace est durement endommagée. La piste est libérée pour les vingt dernières minutes mais Adrian Sutil, en pneus tendres, écrase sa Force India dans le rail entre Massenet et Casino ; la séance n'est toutefois pas interrompue,,.
Dès la monoplace de Sutil dégagée, les pilotes se relancent et Romain Grosjean, en 1 min 15 s 051, s'installe en tête du classement, lui aussi en pneus tendres. Quelques instants plus tard, son temps est battu par Rosberg qui reprend la tête en 1 min 14 s 378. Personne ne réussit à battre cette performance, d'autant plus que Grosjean commet une nouvelle erreur, au niveau de Sainte Dévote : il tape le rail avec l'arrière gauche et provoque l'arrêt définitif de la séance, à trois minutes du terme initialement prévu,,.

## Séance de qualifications

### Résultats des qualifications

#### Session Q1
Une demi-heure avant le début de la première phase des qualifications, la pluie a humidifié la piste. La température ambiante est de 17 °C et le ciel reste menaçant. Les pilotes choisissent donc de s'élancer le plus rapidement possible, tous chaussés de pneus intermédiaires, afin de réaliser un temps. Felipe Massa, qui a fortement endommagé sa monoplace lors de la séance d'essai matinale ne peut pas prendre part à la session, les mécaniciens étant encore en train de procéder aux réparations. De plus, la boîte de vitesses ayant été touchée, le Brésilien est pénalisé d'un recul de cinq places sur la grille de départ : il s'élancera donc en fond de grille,,,.
Dès le début de la séance, Jules Bianchi doit quitter sa monoplace de laquelle s'échappe de la fumée. La Marussia est évacuée sous les drapeaux jaunes et la session peut enfin réellement débuter. Romain Grosjean, victime de deux accidents le matin, doit, pour le moment, attendre que ses mécaniciens finissent de régler sa Lotus E21. Quelques minutes plus tard, une averse s'abat sur le circuit,,.
Charles Pic fixe le temps de référence en 1 min 43 s 423, temps battu successivement par Lewis Hamilton (1 min 39 s 376), Jenson Button (1 min 38 s 451), Mark Webber (1 min 36 s 529) et Paul di Resta (1 min 35 s 705). Fernando Alonso passe ensuite en tête en 1 min 34 s 947 mais est dominé par Jean-Éric Vergne (1 min 33 s 863) et Hamilton (1 min 32 s 920),,.
Sebastian Vettel pointe ensuite aux avant-postes avec un tour effectué en 1 min 31 s 431 mais Pastor Maldonado fait encore mieux (1 min 30 s 126). Di Resta est le premier à tourner en deçà de la minute trente (1 min 28 s 989) mais les temps s'améliorent rapidement au fil des tours, la piste s'asséchant. Mark Webber réalise un tour en 1 min 27 s 288, Pastor Maldonado tourne en 1 min 26 s 761 et Vettel en 1 min 25 s 352,,.
Les pilotes Mercedes Grand Prix se relaient ensuite en haut du classement, Nico Rosberg tournant en 1 min 24 s 826 et Lewis Hamilton en 1 min 23 s 779. Jenson Button améliore en 1 min 23 s 744 et Romain Grosjean, qui vient enfin de disposer de sa monoplace dans les derniers instants de la session, tourne en 1 min 23 s 738. Seul Pastor Maldonado parvient à améliorer le temps du Français, en 1 min 23 s 452. Les six pilotes éliminés sont Massa, Bianchi, Max Chilton, Pic, Esteban Gutiérrez et Paul di Resta,,.

#### Session Q2
Une nouvelle averse s'abat sur le circuit au tout début de la deuxième phase de qualification et les pilotes s'élancent à nouveau en piste en pneus intermédiaires. Mark Webber fixe le temps de référence en 1 min 32 s 132, temps rapidement amélioré par les deux pilotes McLaren Racing : Jenson Button tourne en 1 min 30 s 766 et son coéquipier Sergio Pérez en 1 min 29 s 537,,.
Nico Rosberg passe en tête grâce à un tour effectué en 1 min 27 s 790 mais est battu par son compatriote Nico Hülkenberg (1 min 27 s 519). Les pilotes Lotus F1 Team se montrent ensuite aux avant-postes, Kimi Räikkönen tournant en  1 min 27 s 474 et Romain Grosjean en 1 min 25 s 601. Jenson Button se relance en 1 min 23 s 014 mais Rosberg améliore en 1 min 22 s 119 quand, alors qu'il ne reste plus que quatre minutes, plusieurs pilotes inspirés par la performance de Giedo Van der Garde, l'unique pilote en piste en pneus pour le sec, prennent le pari de chausser des pneus tendres pour piste sèche,,.
Ainsi chaussé, Mark Webber passe en tête en deux temps (1 min 19 s 254 puis 1 min 17 s 322). Seul son coéquipier réussit à faire mieux, Vettel tournant en 1 min 15 s 988. Les six pilotes éliminés sont Pastor Maldonado, Giedo van der Garde, Valtteri Bottas, Grosjean, Daniel Ricciardo et Hülkenberg,,.

#### Session Q3
Pour la première fois depuis le début des qualifications, les pilotes peuvent s'élancer en pneus pour le sec et Lewis Hamilton fixe le temps de référence en 1 min 15 s 790. Si Mark Webber améliore en 1 min 15 s 134 Hamilton repasse en tête en 1 min 14 s 968 avant de s'incliner derrière son coéquipier Nico Rosberg (1 min 14 s 919). Webber améliore alors en 1 min 14 s 726 et son coéquipier Sebastian Vettel passe en tête en 1 min 14 s 333,,.
Les pilotes rentrent alors au stand pour chausser des nouveaux pneus pour le sec pour tenter d'améliorer leur position lorsque quelques gouttes se mettent à tomber. Le pari des pneus pour le sec est pourtant le bon puisque Webber, Hamilton et Rosberg améliorent leurs temps. Grâce à un tour bouclé en 1 min 13 s 876, Nico Rosberg réalise sa troisième pole position consécutive depuis le début de la saison, la quatrième pour Mercedes qui place également Hamilton (1 min 13 s 967) en première ligne,,.

### Grille de départ
| Pos.                                                                                      | Pilote              | Écurie               | Qualifications 1 | Qualifications 2 | Qualifications 3 |
| ----------------------------------------------------------------------------------------- | ------------------- | -------------------- | ---------------- | ---------------- | ---------------- |
| 1                                                                                         | Nico Rosberg        | Mercedes             | 1 min 24 s 620   | 1 min 16 s 135   | 1 min 13 s 876   |
| 2                                                                                         | Lewis Hamilton      | Mercedes             | 1 min 23 s 779   | 1 min 16 s 265   | 1 min 13 s 967   |
| 3                                                                                         | Sebastian Vettel    | Red Bull-Renault     | 1 min 24 s 243   | 1 min 15 s 988   | 1 min 13 s 980   |
| 4                                                                                         | Mark Webber         | Red Bull-Renault     | 1 min 25 s 352   | 1 min 17 s 322   | 1 min 14 s 181   |
| 5                                                                                         | Kimi Räikkönen      | Lotus-Renault        | 1 min 25 s 835   | 1 min 16 s 040   | 1 min 14 s 822   |
| 6                                                                                         | Fernando Alonso     | Ferrari              | 1 min 23 s 712   | 1 min 16 s 510   | 1 min 14 s 824   |
| 7                                                                                         | Sergio Pérez        | McLaren-Mercedes     | 1 min 24 s 682   | 1 min 17 s 748   | 1 min 15 s 138   |
| 8                                                                                         | Adrian Sutil        | Force India-Mercedes | 1 min 25 s 108   | 1 min 17 s 261   | 1 min 15 s 383   |
| 9                                                                                         | Jenson Button       | McLaren-Mercedes     | 1 min 23 s 744   | 1 min 17 s 420   | 1 min 15 s 647   |
| 10                                                                                        | Jean-Éric Vergne    | Toro Rosso-Ferrari   | 1 min 23 s 699   | 1 min 17 s 623   | 1 min 15 s 703   |
| 11                                                                                        | Nico Hülkenberg     | Sauber-Ferrari       | 1 min 25 s 547   | 1 min 18 s 331   |                  |
| 12                                                                                        | Daniel Ricciardo    | Toro Rosso-Ferrari   | 1 min 24 s 852   | 1 min 18 s 344   |                  |
| 13                                                                                        | Romain Grosjean     | Lotus-Renault        | 1 min 23 s 738   | 1 min 18 s 603   |                  |
| 14                                                                                        | Valtteri Bottas     | Williams-Renault     | 1 min 24 s 681   | 1 min 19 s 077   |                  |
| 15                                                                                        | Giedo van der Garde | Caterham-Renault     | 1 min 26 s 095   | 1 min 19 s 408   |                  |
| 16                                                                                        | Pastor Maldonado    | Williams-Renault     | 1 min 23 s 452   | 1 min 21 s 688   |                  |
| 17                                                                                        | Paul di Resta       | Force India-Mercedes | 1 min 26 s 322   |                  |                  |
| 18                                                                                        | Charles Pic         | Caterham-Renault     | 1 min 26 s 633   |                  |                  |
| 19                                                                                        | Esteban Gutiérrez   | Sauber-Ferrari       | 1 min 26 s 917   |                  |                  |
| 20                                                                                        | Max Chilton         | Marussia-Cosworth    | 1 min 27 s 303   |                  |                  |
| Temps minimal à réaliser pour la qualification : 1 min 29 s 293 (107 % de 1 min 23 s 452) |                     |                      |                  |                  |                  |
| 21                                                                                        | Jules Bianchi       | Marussia-Cosworth    | Pas de temps     |                  |                  |
| 22                                                                                        | Felipe Massa        | Ferrari              | Pas de temps     |                  |                  |

- Felipe Massa est sanctionné d'un recul de cinq places sur la grille de départ à cause d'un changement de boîte de vitesses à l'issue de son accident lors de la troisième séance d'essais libres. N'ayant, faute de pouvoir disposer de sa monoplace, effectué aucun temps en qualification, il doit s'élancer de la dernière place de la grille mais partira finalement avant-dernier à la suite de la pénalité infligée à Max Chilton[23].
- Max Chilton est sanctionné d'un recul de cinq places sur la grille de départ pour avoir changé sa boîte de vitesses. Qualifié en vingtième position, il s'élance depuis la vingt-deuxième et dernière place[24].

## Course

### Déroulement de l'épreuve

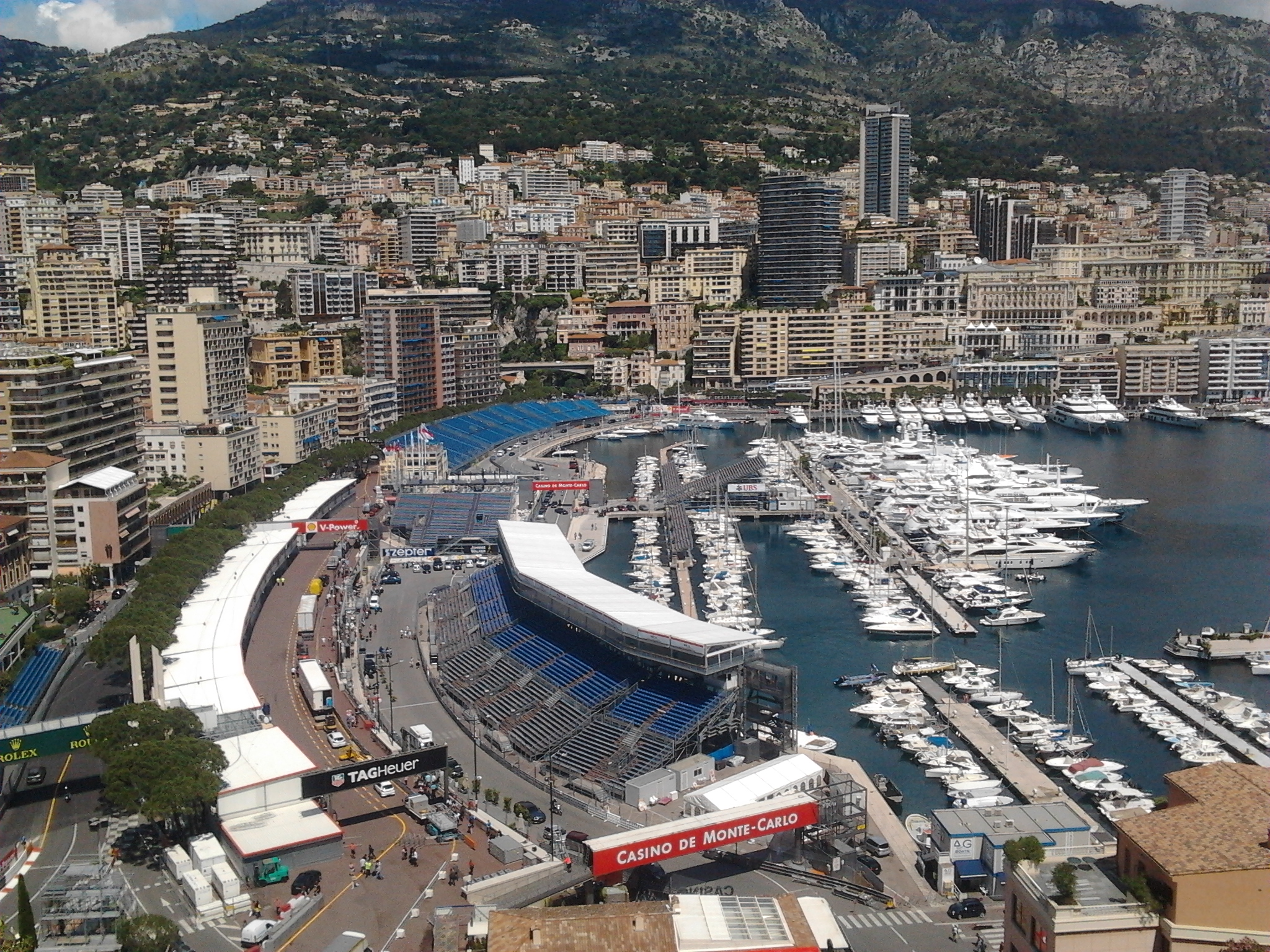
Vue du circuit lors du Grand Prix de Monaco 2013.

Il fait beau temps sur la principauté de Monaco au départ du Grand Prix. Au lancement du tour de formation, Jules Bianchi reste immobilisé sur la grille : poussé rapidement par ses mécaniciens dans la voie des stands, le Français prendra le départ depuis le bout de la voie des stands. À l'extinction des feux, Nico Rosberg, en pole position et son coéquipier Lewis Hamilton qui l'accompagne sur la première ligne, conservent leur position. À l'épingle du Loews, plusieurs monoplaces s'accrochent légèrement : Pastor Maldonado et Giedo van der Garde doivent ainsi passer par leurs stands dès la fin du premier tour pour changer leur aileron. Au premier passage sur la ligne de chronométrage, les deux pilotes Mercedes devancent Sebastian Vettel, Mark Webber, Kimi Räikkönen, Fernando Alonso, Sergio Pérez, Jenson Button, Adrian Sutil, Jean-Éric Vergne, Nico Hülkenberg et Valtteri Bottas,,.
Rosberg creuse immédiatement un écart quand Hamilton a fort à faire pour contenir Vettel. Au quatrième passage, Rosberg précède Hamilton d'une seconde, Vettel d'une seconde et demie, Webber de 2 s, Räikkönen de 3 s et Alonso de 4 s ; suivent Pérez, Button, Sutil et Vergne. Jenson Button se plaint que son coéquipier Pérez ferme la porte chaque fois qu'il se porte à sa hauteur : les deux pilotes ont failli s'accrocher à deux reprises dans les premiers tours de course. Quelques boucles plus tard, Button réussit finalement à le dépasser. Dans le huitième tour, Charles Pic abandonne sa Caterham CT03, en feu, dans le virage de la Rascasse alors que Paul di Resta, pariant sur une intervention de la voiture de sécurité, s'engouffre dans la voie des stands et est le premier à effectuer un changement de pneumatiques. Au onzième passage, Rosberg a 2 secondes d'avance sur Hamilton, 3 s sur Vettel, 5 s sur Webber et Räikkönen, 9 s sur Alonso, 10 s sur Button et Pérez ; suivent Sutil et Vergne,,.
Daniel Ricciardo change ses pneus au vingt-deuxième tour, Webber au vingt-cinquième, Räikkönen, Button et Massa au suivant, Hülkenberg au vingt-septième, Alonso et Esteban Gutiérrez au suivant, Pérez et Vergne au vingt-neuvième alors que Felipe Massa, comme lors des essais libres, sort de la piste à Sainte Dévote et écrase violemment sa monoplace contre le rail. Le mardi suivant le Grand Prix, la Scuderia Ferrari révèle que l'accident est dû à une casse d'un élément de la suspension avant-gauche,,,.
La voiture de sécurité entre en piste, ce dont profitent immédiatement Vettel, Sutil, Romain Grosjean, Bottas et Pastor Maldonado qui se ruent dans les stands pour changer leurs pneus. Rosberg et Hamilton doivent attendre une boucle de plus pour les imiter, sans conséquence pour Rosberg qui conserve la tête, plus fâcheusement pour Hamilton qui reprend la piste derrière les deux Red Bull Racing. Le Britannique s'estime fautif sur cette action, n'ayant pas su gérer correctement le laps de temps écoulé entre la sortie de la voiture de sécurité et son entrée dans la voie des stands,,,.
Au trente-deuxième passage, derrière la voiture de sécurité, Rosberg devance ainsi Vettel, Webber, Hamilton, Räikkönen, Alonso, Button, Pérez, Sutil, Vergne, di Resta, Hülkenberg, Ricciardo, Grosjean, Bottas, Max Chilton, Gutiérrez, Maldonado, Jules Bianchi et Giedo Van der Garde. Felipe Massa est soigné sur le bord de la piste (les médecins lui posent une minerve), tandis que les commissaires de piste dégagent sa monoplace, nettoient la piste et repositionnent les barrières de sécurité,,.
La voiture de sécurité rentre dans le trente-neuvième tour et Hamilton tente une attaque sur Webber tandis qu'Alonso est sur les talons de Räikkönen et que Pérez, au prix d'un freinage toutes roues bloquées à la chicane du port, dépasse son coéquipier Button, perturbé par un léger contact avec Alonso quelques secondes plus tôt. Pérez porte une nouvelle attaque sur Alonso qui doit couper la chicane pour défendre sa position et éviter un éventuel accrochage. Au quarante-cinquième passage, Rosberg a 2 secondes d'avance sur Vettel, 3 s sur Webber, 4 s sur Hamilton et Räikkönen et 5 s Alonso ; suivent Pérez, Button, Sutil et Vergne. Quelques instants plus tard, Max Chilton se déporte vers la gauche et Maldonado tente de le dépasser sur sa droite lorsque le Britannique se rabat, coinçant Maldonado contre le rail : la Williams décolle et s'écrase dans le rail au Bureau de tabac. Si le Vénézuélien sort seul de sa voiture, la direction de course doit sortir le drapeau rouge pour permettre l'évacuation de la monoplace et le nettoyage de la piste jonchée de débris de fibre de carbone. Toutes les monoplaces encore en lice se rangent pour un nouveau départ alors qu'il reste vingt-deux tours à boucler,,.
L'épreuve est relancée à 15 h 35, après vingt-cinq minutes d'interruption, derrière la voiture de sécurité, les pilotes qui le souhaitaient ayant pu changer leurs pneus. Fernando Alonso, qui avait coupé une chicane pour se défendre avant l'interruption, cède sa position à Sergio Pérez pour éviter une sanction des commissaires de course, puis se lance aussitôt à l'assaut de son rival immédiat. Hamilton harcèle, sans succès, Webber pour le gain de la troisième place. Sutil, par contre, dépasse Button et Alonso dans l'épingle du Loews et passe, en six tours, de la neuvième à la septième place alors que Nico Rosberg augmente peu à peu son avance qui atteint 4 secondes sur Vettel au soixantième passage,,.
À seize tours du but, Romain Grosjean harponne Daniel Ricciardo à la sortie du tunnel : la voiture de sécurité entre à nouveau en piste. Ricciardo, privé d'aileron arrière abandonne immédiatement tandis que le Français rentre changer son aileron avant ; il abandonne néanmoins dans la boucle suivante, son train avant-gauche ayant souffert dans l'accrochage. La course est relancée à l'entame du soixante-septième tour et Pérez attaque Räikkönen à la sortie du tunnel : à l'amorce de la chicane, les deux pilotes s'accrochent. Räikkönen, victime d'une crevaison à l'arrière-gauche, rentre changer de pneus et remonte en piste en seizième position quand Pérez abandonne un peu plus tard à la Rascasse,,.
Nico Rosberg remporte la deuxième victoire de sa carrière, trente ans après son père Keke Rosberg. Sebastian Vettel et Mark Webber complètent le podium ; suivent pour les points Hamilton, Sutil, Button, Alonso, Vergne, di Resta et Räikkönen,,.

### Classement de la course
| Pos. | no | Pilote              | Écurie               | Tours | Temps/Abandon                       | Grille | Points |
| ---- | -- | ------------------- | -------------------- | ----- | ----------------------------------- | ------ | ------ |
| 1    | 9  | Nico Rosberg        | Mercedes             | 78    | 2 h 17 min 52 s 056 (113, 378 km/h) | 1      | 25     |
| 2    | 1  | Sebastian Vettel    | Red Bull-Renault     | 78    | + 3 s 889                           | 3      | 18     |
| 3    | 2  | Mark Webber         | Red Bull-Renault     | 78    | + 6 s 314                           | 4      | 15     |
| 4    | 10 | Lewis Hamilton      | Mercedes             | 78    | + 13 s 895                          | 2      | 12     |
| 5    | 15 | Adrian Sutil        | Force India-Mercedes | 78    | + 21 s 478                          | 8      | 10     |
| 6    | 5  | Jenson Button       | McLaren-Mercedes     | 78    | + 23 s 104                          | 9      | 8      |
| 7    | 3  | Fernando Alonso     | Ferrari              | 78    | + 26 s 734                          | 6      | 6      |
| 8    | 18 | Jean-Éric Vergne    | Toro Rosso-Ferrari   | 78    | + 27 s 224                          | 10     | 4      |
| 9    | 14 | Paul di Resta       | Force India-Mercedes | 78    | + 27 s 608                          | 17     | 2      |
| 10   | 7  | Kimi Räikkönen      | Lotus-Renault        | 78    | + 36 s 582                          | 5      | 1      |
| 11   | 11 | Nico Hülkenberg     | Sauber-Ferrari       | 78    | + 42 s 572                          | 11     |        |
| 12   | 17 | Valtteri Bottas     | Williams-Renault     | 78    | + 42 s 691                          | 14     |        |
| 13   | 12 | Esteban Gutiérrez   | Sauber-Ferrari       | 78    | + 43 s 212                          | 19     |        |
| 14   | 22 | Max Chilton         | Marussia-Cosworth    | 78    | + 49 s 886                          | 22     |        |
| 15   | 21 | Giedo van der Garde | Caterham-Renault     | 78    | + 1 min 02 s 591                    | 15     |        |
| Abd. | 6  | Sergio Pérez        | McLaren-Mercedes     | 72    | Direction                           | 7      |        |
| Abd. | 8  | Romain Grosjean     | Lotus-Renault        | 63    | Accrochage avec Ricciardo           | 13     |        |
| Abd. | 19 | Daniel Ricciardo    | Toro Rosso-Ferrari   | 61    | Accrochage avec Grosjean            | 12     |        |
| Abd. | 23 | Jules Bianchi       | Marussia-Cosworth    | 58    | Accident                            | 20     |        |
| Abd. | 16 | Pastor Maldonado    | Williams-Renault     | 44    | Accrochage avec Chilton             | 16     |        |
| Abd. | 4  | Felipe Massa        | Ferrari              | 28    | Accident                            | 21     |        |
| Abd. | 20 | Charles Pic         | Caterham-Renault     | 7     | Moteur                              | 18     |        |

### Pole position et record du tour
Nico Rosberg part en pole position pour la quatrième fois de sa carrière, la troisième consécutive et la première à Monaco.
- Pole position :  Nico Rosberg (Mercedes Grand Prix) en 1 min 13 s 876 (162,759 km/h)[31].
- Meilleur tour en course :  Sebastian Vettel (Red Bull-Renault) en 1 min 16 s 577 (157,018 km/h) au soixante-dix-septième tour[32].

### Tours en tête
- Nico Rosberg : 78 tours (1-78)[33].

## Classements généraux à l'issue de la course
| Pos. | Pilote           | Écurie               | Points |
| ---- | ---------------- | -------------------- | ------ |
| 1    | Sebastian Vettel | Red Bull-Renault     | 107    |
| 2    | Kimi Räikkönen   | Lotus-Renault        | 86     |
| 3    | Fernando Alonso  | Ferrari              | 78     |
| 4    | Lewis Hamilton   | Mercedes             | 62     |
| 5    | Mark Webber      | Red Bull-Renault     | 57     |
| 6    | Nico Rosberg     | Mercedes             | 47     |
| 7    | Felipe Massa     | Ferrari              | 47     |
| 8    | Paul di Resta    | Force India-Mercedes | 28     |
| 9    | Romain Grosjean  | Lotus-Renault        | 26     |
| 10   | Jenson Button    | McLaren-Mercedes     | 25     |
| 11   | Adrian Sutil     | Force India-Mercedes | 16     |
| 12   | Sergio Pérez     | McLaren-Mercedes     | 12     |
| 13   | Daniel Ricciardo | Toro Rosso-Ferrari   | 7      |
| 14   | Jean-Éric Vergne | Toro Rosso-Ferrari   | 5      |
| 15   | Nico Hülkenberg  | Sauber-Ferrari       | 5      |

| Pos. | Écurie               | Points |
| ---- | -------------------- | ------ |
| 1    | Red Bull-Renault     | 164    |
| 2    | Ferrari              | 123    |
| 3    | Lotus-Renault        | 112    |
| 4    | Mercedes             | 109    |
| 5    | Force India-Mercedes | 44     |
| 6    | McLaren-Mercedes     | 37     |
| 7    | Toro Rosso-Ferrari   | 12     |
| 8    | Sauber-Ferrari       | 5      |

## Statistiques
Le Grand Prix de Monaco 2013 représente :
- la 4e pole position de sa carrière pour Nico Rosberg[36] ;
- la 2e victoire de sa carrière pour Nico Rosberg[37] ;
- la 11e victoire pour Mercedes en tant que constructeur[38] ;
- la 97e victoire pour Mercedes en tant que motoriste[39].

Au cours de ce Grand Prix :
- Mark Webber passe la barre des 900 points inscrits en championnat du monde (905,5 points)[40] ;
- Paul di Resta passe la barre des 100 points inscrits en championnat du monde (101 points)[41] ;
- Nico Rosberg mène un Grand prix de bout en bout pour la première fois de sa carrière en Formule 1[42] ;
- Tom Kristensen, octuple vainqueur des 24 Heures du Mans et sextuple vainqueur des 12 Heures de Sebring, est nommé assistant des commissaires de course pour ce Grand Prix.